# Шарай, Анна Григорьевна
А́нна Григо́рьевна Шара́й (25 марта 1921, Канев — 24 июня 2013, Киев) — украинская художница-керамистка.
Работала в Экспериментальных мастерских художественной керамики Института архитектуры АСиА УССР, с 1963 года — в Киевском зональном научно-исследовательском институте экспериментального проектирования жилых и общественных зданий (КиевЗНИИЭП).

## Творчество
- Майоликовая декоративная посуда на стене в фойе отеля «Днепр» (1970)
- Панно в ресторане «Метро» (1970, в соавторстве с Н. И. Фёдоровой)
- Оформление станций метро «Крещатик» (1960, творческая группа: архитектор М. С. Коломиец, технолог Н. И. Федоровой, художник О. А. Грудзинская, исполнитель А. Г. Шарай)
- «Нивки» (1971, декоративный фриз)
- «Лесная» (1979) и др.

## Изображения

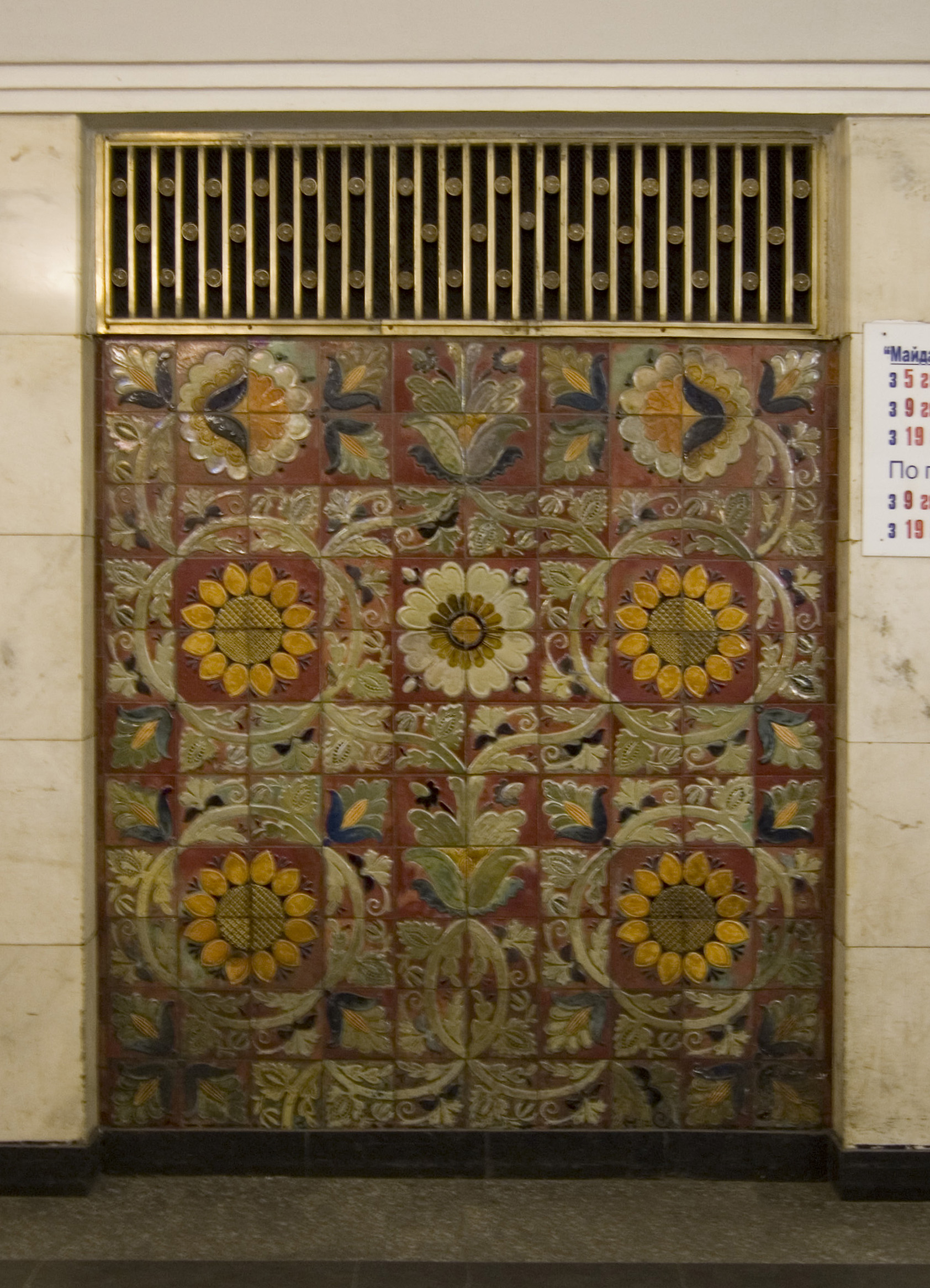
Майоликовые панно на станции метро «Крещатик»
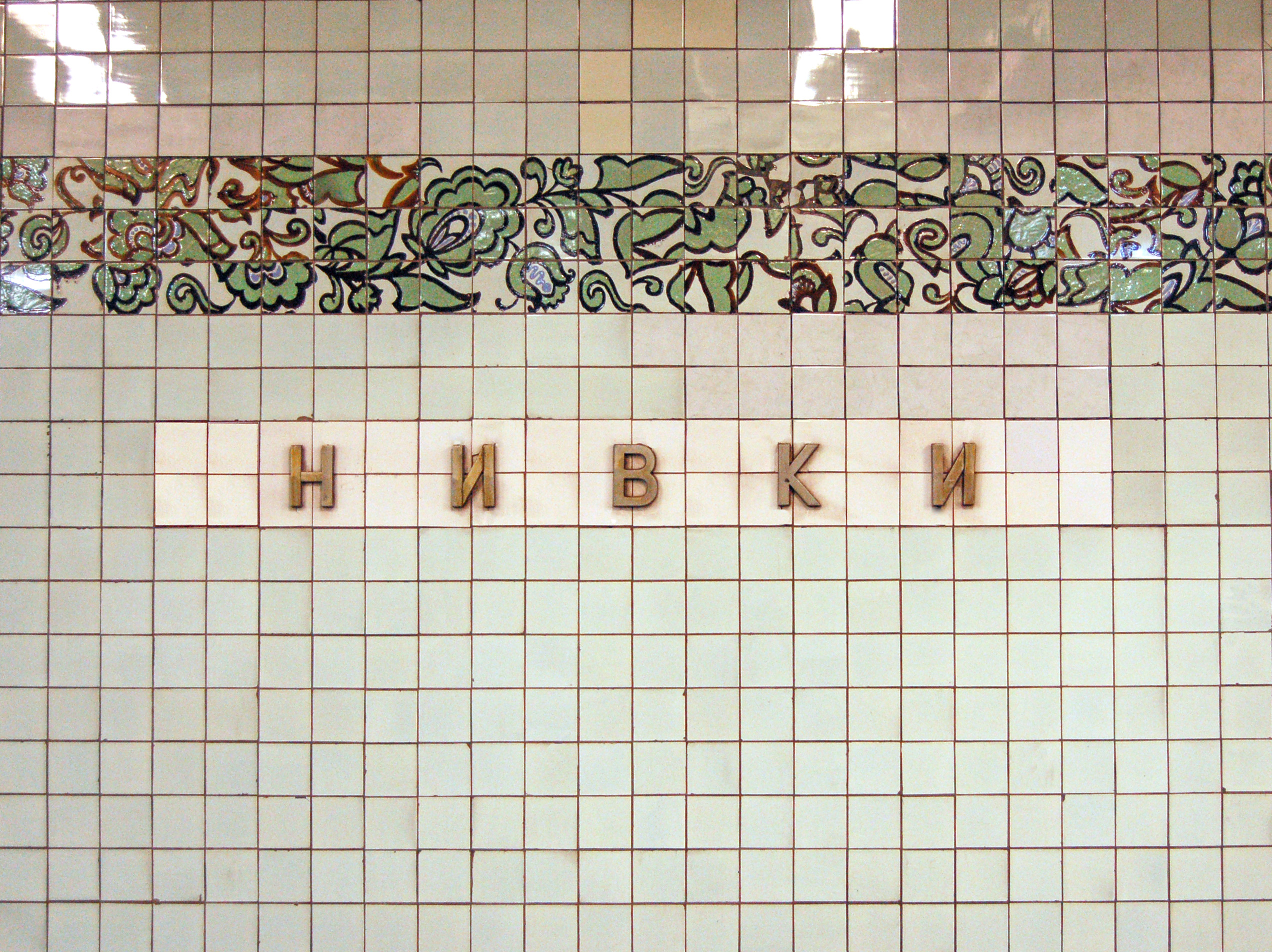
Майолика на станции метро «Нивки»
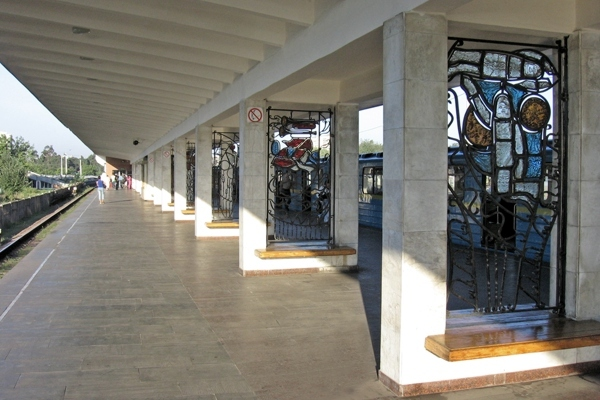
Витражи на станции метро «Лесная»